# Neophyllura bicolor
Neophyllura bicolor är en insektsart som först beskrevs av Martin 1931.  Neophyllura bicolor ingår i släktet Neophyllura och familjen rundbladloppor. Inga underarter finns listade i Catalogue of Life.